# Kleve
Kleve (úředním názvem do 20. července 1935 Cleve, latinsky Clivia, v místním dialektu Kleef, nizozemsky: Kleef, francouzsky Clèves, anglicky Cleves) je okresní město v dolním Porýní, ve vládním obvodu Düsseldorf, ve spolkové zemi Severní Porýní-Vestfálsko, ležící na německo-nizozemské hranici. Je sídlem zemského okresu Kleve a členem euroregionu Rhein-Waal. Jako lázeňské město a centrum někdejšího knížectví má silné přeshraniční kontakty. Kleve bylo v 15.- 18. století významným rezidenčním městem hrabat a vévodů z Kleve.

## Historie

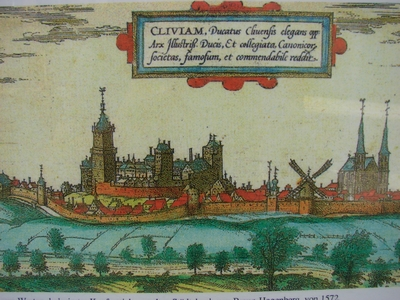
Veduta města ze 16. století

Název Kleve je odvozen od latinského n výrazu pro klíče, později středoholandské clif, Kliff, Klippe, jímž měl být vyjádřen strmý svah hradního kopce, který je pozůstatkem poslední morény z doby ledové. Jádrem města byl hrad z 10. století, při němž byla vystavěna osada. V roce 1092 byl název „Cleve“ poprvé zmíněn písemně a označoval hrad na vrchu Heideberg. Při něm založil hrabě Dietrich VI. město Kleve, jemuž listinou z 25. dubna 1242 udělil městská práva. Koncem 13. století získalo město samosprávu. Ve 14. století byl mariánský klášter (Marienstift) přeložen do města a byla při něm zřízena kapitula se 16 kanovníky . Došlo k velkému hospodářskému a obchodnímu rozmachu města, byla založena nová čtvrť Hagschenviertel. Na kostnickém koncilu v roce 1417 byl hrabě Adolf II. z Kleve povýšen do stavu vévodů a v následujících stoletích jeho rodina přispěla k dalšímu rozvoji města i kraje. Velké požáry zničily středověké město Kleve v letech 1368 a 1528.
Vévodství Kleve, Jülich a Berg a Ravensberg dosáhla v roce 1521 správního a personálního propojení. Vévodská rezidence v Kleve konkurovala Düsseldorfu. Po smrti bezdětného vévody Johanna Wilhelma připadlo území Braniborskému kurfiřtství. V 17. století získalo Kleve statut braniborského rezidenčního města, společně s Královcem a Berlínem.
Během třicetileté války bylo město pod kontrolou Spojených provincií nizozemských, které v roce 1647 daly Janu Mořici Nasavsko-Siegenskému administrativní kontrolu nad městem. Schválil přestavbu hradu Schwanenburg v barokním stylu a zadal vybudování rozsáhlých zahrad, které výrazně ovlivnily evropský krajinářský design. Značné množství jeho původního plánu pro Kleve bylo uskutečněno a bylo zachováno až do současnosti, zvláště oblíbeným příkladem je Forstgarten (Lesní zahrada). V roce 1701 se Kleve stalo součástí Pruského království.
Roku 1741 byly na Springenbergu objeveny minerální prameny a vedly k založení lázeňského města, jež prožívalo svůj největší rozkvět v polovině 19. století, kdy byl vybudován lázeňský dům, který po zrušení lázní a přestavbě nyní slouží jako Museum Kurhaus Kleve.
Město bylo silně poškozeno za 2. světové války, byla zbořena synagoga a vypáleny židovské domy.

## Památky

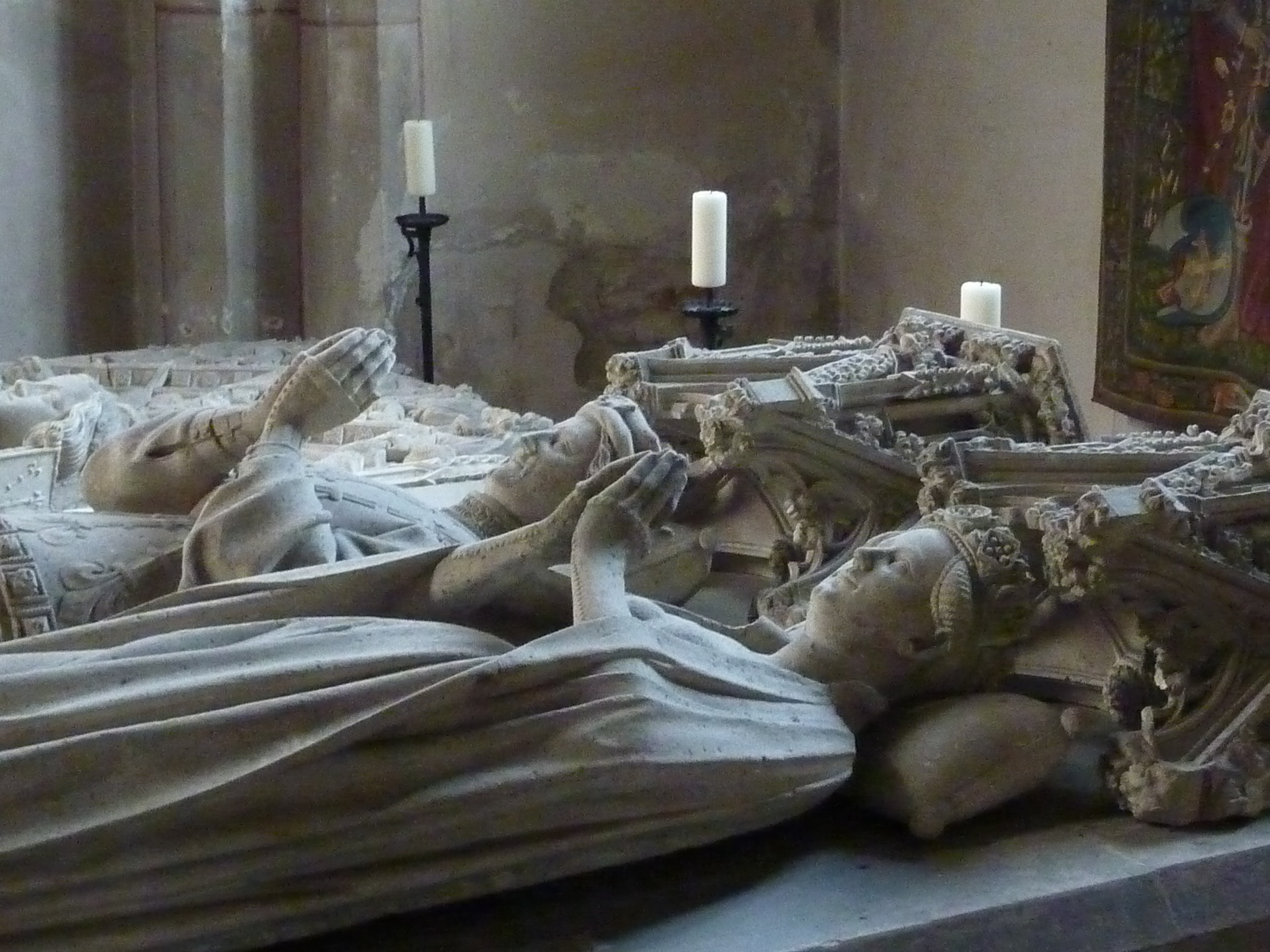
Kostel Nanebevzetí P. Marie: Gotické náhrobky Adolfa II. z Kleve-Marky (†1347) a jeho manželky Markéty z Jülichu (1310-po 1348)

- Kostel Nanebevzetí Panny Marie - (Stifts- und Probstkirche) - první románská bazilika byla kamenná, nahradila ji gotická stavba, založená r. 1341, současná trojlodní cihlová bazilika byla přestavěna v 19. století ze staršího kostela a zásadně dostavěna po roce 1945. V kryptě je rodové pohřebiště hrabat a vévodů Klevských, nad ní kaple s mramorovými sarkofágy. Byli zde mj. pohřbeni:
- Adolf II. z Kleve-Marku († 1347) a jeho manželka Markéta z Jülichu (1310-po 1348)
- Jan I. Klevský
- Jan II. Klevský
- Jan III. Klevský
- Marie Habsburská (1531–1581)
- Marie Eleonora Klevská (1550-1608) - pruská vévodkyně

- Dolní městský kostel Neposkvrněného početí Panny Marie (Unterestadtkirche) - římskokatolický, bývalý klášterní kostel minoritů, založený roku 1241; gotické chórové lavice z 15. století
- Evangelický kostel
- Hrad Schwanenburg je okrouhlý stavební komplex z různých období. Byl založen na starším osídleném pahorku v 11. století, potvrzeném archeologickým výzkumem z let 1999-2000. Nejstarší dochovanou částí je zdivo hradního paláce s věží sv. Jana (Johannisturm) a Zrcadlovou věží (Spegelturm) z období štaufské gotiky. Vládla zde hrabata z Kleve, po vymření jejich rodu z Kleve-Marku. Z renesanční stavební etapy se dochoval jen arkádový ochoz dvorního křídla, následovala barokní přestavba. V roce 1828 byla zahájena historizující přestavba, ze které pochází mj. Rytířský sál. Hrad poté sloužil zemskému soudu. Stavba byla vybombardována 7. října 1944, také věž explodovala. Rekonstrukce proběhla ve dvou etapách (1948-1853, od roku 1988). Nyní stavbu užívá několik institucí, mimo jiné je v něm geologická sbírka Okresního muzea.
- židovský hřbitov
- Museum Kurhaus - okresní muzeum historie a umění

## Osobnosti
- Joos van Cleve (1485-1540) - nizozemský malíř, zdejší rodák
- Ewald Mataré - německý malíř žil zde, kolekce jeho děl je zde vystavena v Muzeu